# Berggächtle
Le Berggächtle est une montagne qui s’élève à 2 007 m d’altitude dans les Alpes d'Allgäu, en Allemagne.